# Śliczne świnki
Śliczne świnki (ang. Pretty Piggies) – amerykański miniserial animowany z 1990 roku składający się z 5 odcinków. Historia małych ślicznych świnek, które dzięki magicznym rękawiczkom podróżują w czasie. 

## Fabuła
Cyganka Madame Queenie chce wykorzystać magiczne rękawiczki, żeby obrabować cztery śliczne świnki, ale rękawiczki buntują się i nie chcą wykonać zadania, co więcej przyczepiają się do rąk jednej ze świnek, przez co nie można ich zdjąć. Za sprawą magicznych rękawiczek, w wyniku przypadkowego życzenia śliczne świnki przenoszą się w czasie. Madame Queenie chce odzyskać rękawiczki, dlatego razem ze swoim pomocnikiem Mc Toady rusza w pogoń za ślicznymi świnkami.

## Postacie

### Protagoniści
Śliczne świnki:
- Patricia
- Pammy
- Penelope
- Prisy

### Antagoniści
- Madame Queenie – zła wiedźma krokodylica, która chce odzyskać magiczne rękawiczki.
- McToady – pomocnik Madame Queenie.

Źródło:

## Obsada (głosy)
- Charlie Adler
- Brian Cummings
- Jennifer Darling
- Michele Mariana
- John Mariano
- Susan Silo
- Kath Soucie
- Russi Taylor
- Pat Zimmerman

Źródło:

## Lista odcinków
| Nr  | Tytuł polski          | Tytuł angielski      |
| --- | --------------------- | -------------------- |
| 01. | Zaczyna się przygoda  | The Adventure Begins |
| 02. | Prehistoryczne świnki | Prehistoric Piggies  |
| 03. | Starożytny Rzym       | When in Rome         |
| 04. | Na Dzikim Zachodzie   | Western omelette     |
| 05. |                       | Pork to the Future   |

## Wersja polska
W Polsce serial został wydany na VHS i DVD przez Demel.

### VHS
Wersja wydana na dwóch kasetach VHS w 1991 roku. Dystrybucja: Demel. Wersja z angielskim dubbingiem i polskim lektorem, którym był Janusz Kozioł.
Serial został wydany także w serii Magiczny Świat Bajek razem z takimi serialami animowanymi jak: G.I. Joe, Transformery, Komandosi z podwórka, Mój mały kucyk, Kapitan Bucky O’Hare.

### DVD
- Dystrybucja: Demel